# The Last Photograph
The Last Photograph is een Britse dramafilm uit 2017, geregisseerd door en met in de hoofdrol Danny Huston. Het scenario is geschreven door Simon Astaire, gebaseerd op zijn eigen roman.

## Verhaal
In 2003 zoekt Tom Hammond, een man van middelbare leeftijd, naar een gestolen foto van zijn zoon Luke, die werd genomen kort voordat hij omkwam bij het bombardement op Pan Am-vlucht 103 in 1988 op weg naar New York om een meisje te ontmoeten.

## Rolverdeling
| Acteur           | Personage    |
| ---------------- | ------------ |
| Danny Huston     | Tom Hammond  |
| Sarita Choudhury | Hannah       |
| Stacy Martin     | Bird         |
| Jonah Hauer-King | Luke Hammond |
| Vincent Regan    | Mark         |
| Michelle Ryan    | Maryam       |
| Jaime Winstone   | Moeder       |

## Release
De film ging in première op 22 juni 2017 op het Internationaal filmfestival van Edinburgh en verscheen op 6 september 2019 in de Amerikaanse bioscoop en op video on demand.

## Ontvangst
Op Rotten Tomatoes heeft The Last Photograph een waarde van 67% en een gemiddelde score van 6,40/10, gebaseerd op 12 recensies.